# Richard Hatch (Zauberkünstler)

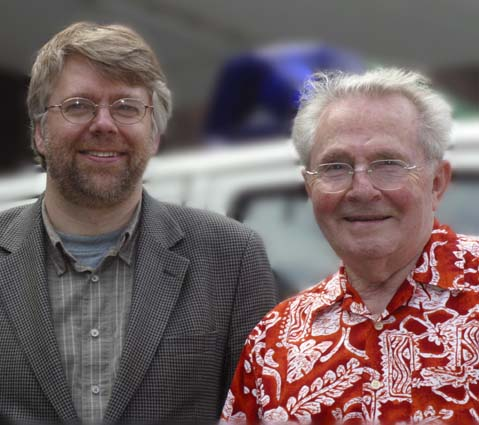
Richard Hatch (li.) mit seinem Lehrmeister Fredo Raxon

Richard Clawson Hatch (* 24. Mai 1955 in Pasadena, Kalifornien) ist ein US-amerikanischer Zauberkünstler, Historiker, Sammler, Autor und Übersetzer.

## Leben
Als Richard Hatch drei Jahre alt war, zogen die Eltern mit ihm nach Deutschland. Hier besuchte er den Kindergarten. Als er sechs Jahre alt war, zogen die Eltern wieder zurück in die USA. Mit neun Jahren erhielt er das Buch The Golden Book of Magic von Clayton Rawson, das ihn zum Zaubern anregte.
1970 blieb er nach einer Urlaubsreise seiner Familie für ein Jahr im deutschen Nieder-Erlenbach und lernte die Zauberkünstler Alexander Adrion und Fredo Raxon kennen, die ihn nachhaltig beeinflussten. Bei Raxon nahm er Unterricht. Zurück in seiner Heimat schloss er ein Studium der Physik an der Yale University ab. 1984 beschloss er, hauptberuflicher Zauberkünstler zu werden.
Hatch hat in seinem Heimatland die „Chamber Magic“, Magische Kammerkunst, zu neuer Blüte geführt. Zusammen mit seinem Partner Charlie Randall gründete er 1991 den Zauberbuchversandhandel H&R Magic Books.
Als Übersetzer hat er bedeutende deutsche Zauberbücher ins Englische übertragen. Zu seinen bekanntesten Übersetzungen zählen: „The Magic of J. N. Hofzinser“, 1985; „Roberto Giobbi’s Card College“, 1996–2003. Im Jahr 2012 veröffentlichte er das Kinderbuch Taro-san the Fisherman and the Weeping Willow Tree.
Auf Historikerkonferenzen ist Richard Hatch ein gefragter Redner, der mit gut recherchierten Vorträgen zur Zaubergeschichte referiert.

## Übersetzungen
- Ottokar Fischer’s The Magic of J. N. Hofzinser, 1985
- Roberto Giobbi’s Card College, Volumes 1–4
- Uwe Schenk and Michael Sondermeyer’s The Magic of Paul Potassy, 2005

## Artikel inMagische Welt(Auswahl)
- Unübertriebenes aus Texas, Heft 4, 38 Jahrg., 1989, Seite 325
- Kalanag und die verschwindenden Banknoten, Heft 1, 48 Jahrg., 1999, Seite 44
- Das letzte Wort · 1. Teil, Heft 1, 52 Jahrg., 2003, Seite 38
- Buchwelt · Folge 1, Heft 1, 52 Jahrg., 2003, Seite 46
- Das letzte Wort · 2. Teil und Schluß, Heft 2, 52 Jahrg., 2003, Seite 98
- Jadoo-Wallahs Mirakel, Heft 4, 56 Jahrg., 2007, Seite 220
- Das künstlerische Vermächtnis, Heft 5, 56 Jahrg., 2007, Seite 252
- Der Publikumsgelehrte, Heft 4, 58 Jahrg., 2009, Seite  74
- Zauber in Houston, Heft 2, 59 Jahrg., 2010, Seite 080
- Buch-Welt, Heft 4, 59 Jahrg., 2010, Seite 184
- Banachek: Der Echte, Heft 5, 59 Jahrg., 2010, Seite 218
- Levent: Best Act, Heft 2, 60 Jahrg., 2011, Seite 59

## Vorträge (Auswahl)
- Magic Collectors Weekend, Chicago, USA,  2011: Thema: Jewish Magicians of the Golden Age of Magic
- 4. Europäische Zauber-Historiker Conference, Hamburg 2014: Kalanag und das Zauberwort Sim Sala Bim